# Malaysia Airlines
Malaysia Airlines (MAS) (code IATA : MH ; code OACI : MAS) est la compagnie aérienne nationale de la Malaisie. Elle assure des vols intérieurs et internationaux sur cinq continents depuis ses plates-formes de correspondance à l'aéroport international de Kuala Lumpur et l'aéroport international de Kota Kinabalu. Elle est classée 1 étoiles par Skytrax. Elle a transporté plus de 13 millions de passagers en 2011, et intégré l'alliance Oneworld en 2013. Le fonds d'investissement public malaisien Khazanah Nasional possède 70 % du capital de la compagnie. La compagnie a connu deux catastrophes majeures en 2014, celle du vol 370 dans l'Océan Indien et celle du vol 17 en Ukraine.

## Historique

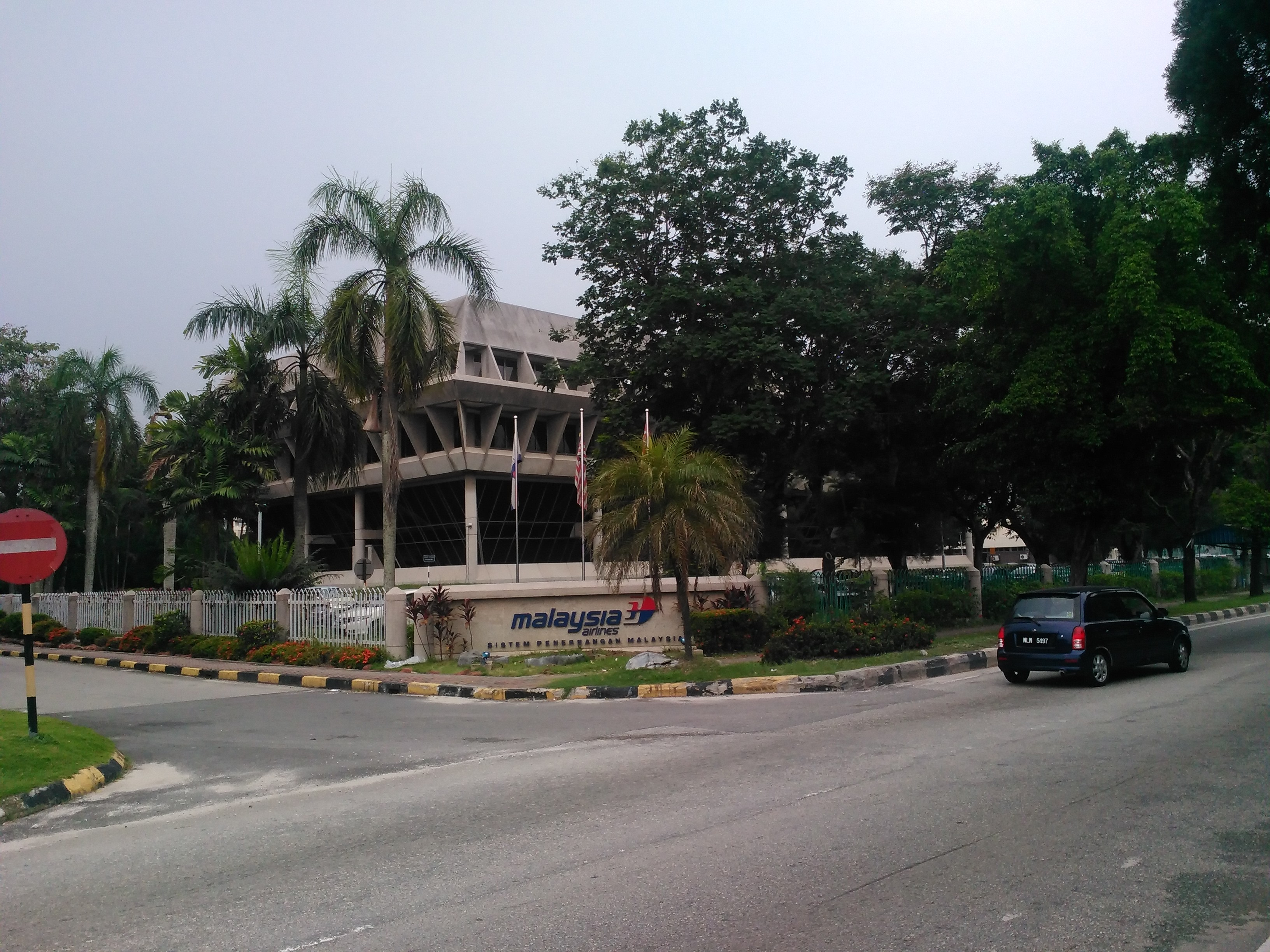
Le siège social de MAS: Complex A

Le 12 octobre 1937, une initiative commune de la Ocean Steamship Company of Liverpool, du Straits Steamship of Singapore et des Imperial Airways amène à une proposition du Colonial Straits Settlement pour créer un service aérien entre Penang et Singapour. C'est seulement dix ans plus tard, soit le 2 avril 1947 que la Malayan Airways Limited effectue son premier vol commercial, comme compagnie aérienne de la Malaisie. Elle change de nom en 1963 à la suite de la création de la Malaisie en 1957, elle devient alors Malaysian Airlines Limited. Peu de temps après, la Borneo Airways intègre la MAL. En vingt ans, la MAL passe d'un seul avion à une compagnie employant 2 400 employés, opérant les derniers avions à réaction de l'époque, soit le Comet 4, six Fokker F27, huit DC et deux Twin Pioneer. En 1967, la MAL devient une compagnie aérienne bi-nationale, dû à la séparation de Singapour de la Malaisie et celle-ci est renommée Malaysia-Singapore Airlines (MSA). Un nouveau logo est adopté et la compagnie se développe avec des dessertes vers Perth, Taipei, Rome et Londres.
C'est en 1971 que la MAL devient la Malaysian Airline System (MAS) ou simplement Malaysia Airlines. En malais mas veut dire or, c'est pourquoi le S de system avait été ajouté.
- 1972, elle introduit dans sa flotte le Boeing 737-200[4].
- 1976, elle introduit dans sa flotte le DC-10[4].
- 1977, le Vol 653 de la MAS s'écrase dans le sud de la Malaisie après un détournement, tuant tout le monde à bord (cent personnes).
- 1979, elle introduit dans sa flotte l'Airbus A300 B4[4].
- 1982, elle introduit dans sa flotte le Boeing 747[4]. En 1987, adoption du logo actuel[4].
- 1983, le vol 684 s'écrase sans faire de victimes.
- 1995, le vol 2133 s'écrase ne laissant que deux survivants.
- 1997, un Boeing 777-200ER de Malaysia Airlines bat un record de distance sans atterrir en parcourant 12 455,34 miles (20 044,20 km) côté Est survolant les continents européen et africain entre Seattle (Boeing Field) à Kuala Lumpur en 21 h 23 min.
- 2003, elle annonce la commande de six A380-800.

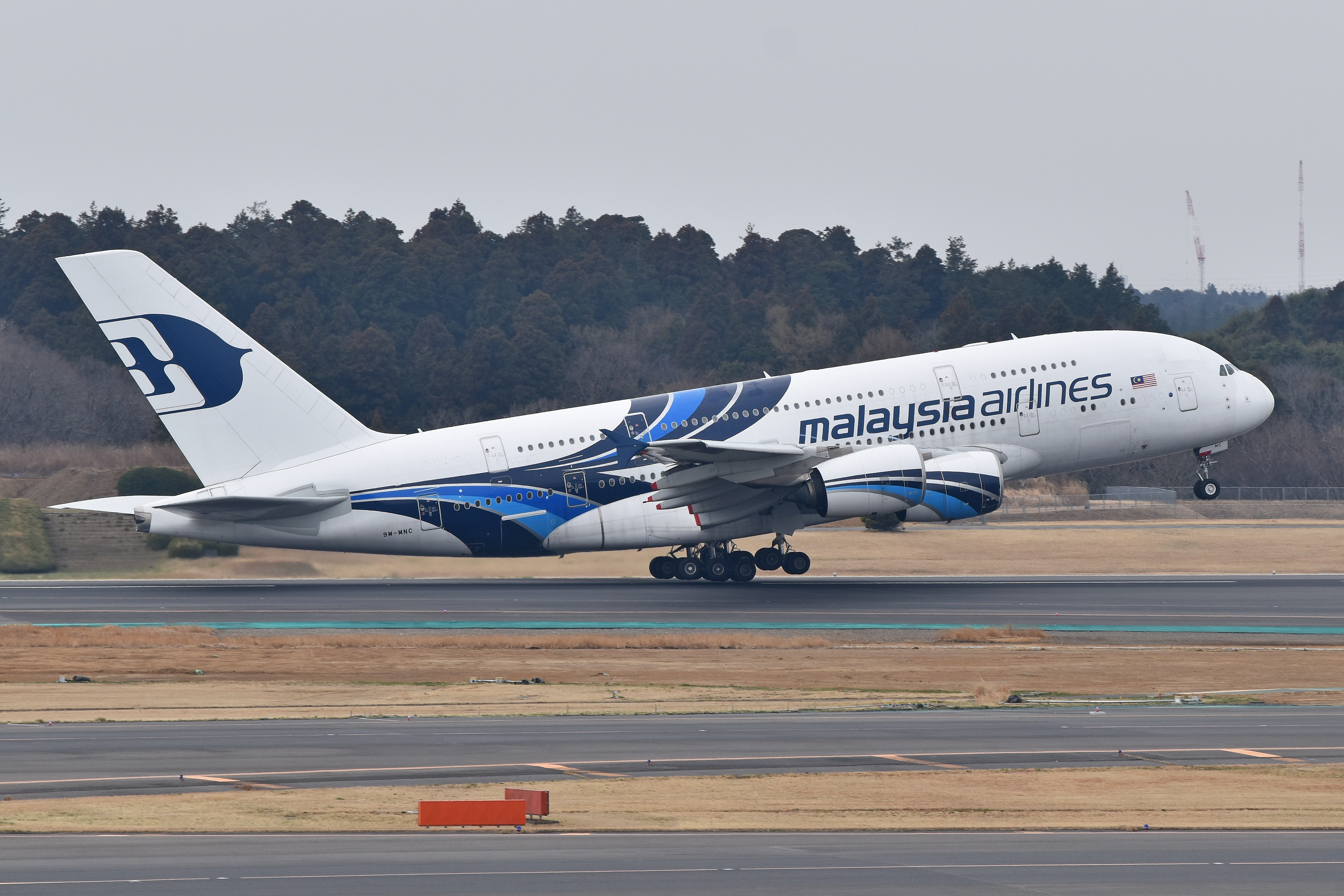
Airbus A380-800 au départ de l'aéroport international de Narita

- 2009, elle commande quinze Airbus A330[5]
- 2013, elle intègre l'alliance Oneworld le 1er février.
- 8 mars 2014, un Boeing 777-200ER disparaît avec 239 personnes à bord. L'appareil assurait le vol MH370 entre Kuala Lumpur et Pékin[6].
- 17 juillet 2014, un Boeing 777-200ER opérant le vol MH17, qui reliait Amsterdam à Kuala Lumpur, est abattu par un missile en Ukraine. Les 298 personnes à bord de l'appareil, dont quinze membres d'équipage, périssent dans l'accident.
- 12 août 2014, une information faisant état d'une agression sexuelle vient entacher, encore un peu plus, l'image de la compagnie aérienne. Un membre du personnel d'équipage se serait en effet livré à des attouchements sexuels sur une passagère angoissée, en vue de la « réconforter »[7].
- La société connaît des difficultés financières, avec des pertes de plus d'un milliard d'euros entre 2011 et 2014[3]. En conséquence, la compagnie annonce en mars 2015 la suppression de 6 000 postes à compter du 1er juin 2015[8]. Le PDG du groupe Christoph Mueller a déclaré à cette occasion que Malaysia Airline était techniquement en faillite[9].
- La société annonce la suspension de ses vols avec la France (Paris) et les Pays-Bas (Amsterdam) après le 26 janvier 2016. Vers l'Europe, seule subsiste la desserte quotidienne avec Londres.

## Partage de codes
Malaysia Airlines est membre de l'alliance Oneworld depuis 2013 et elle partage ses codes avec les compagnies suivantes :
- Air Mauritius
- American Airlines*
- Bangkok Airways
- Cathay Pacific*
- China Southern Airlines
- EgyptAir
- Emirates
- Etihad Airways
- Finnair*
- Firefly
- Gulf Air
- Japan Airlines*
- KLM
- Korean Air
- Kuwait Airways
- Oman Air*
- Philippine Airlines
- Qatar Airways*
- Royal Air Maroc*
- Royal Brunei Airlines
- Royal Jordanian*
- Singapore Airlines
- SriLankan Airlines*
- Thai Airways International
- Turkish Airlines
- Uzbekistan Airways

*membres de Oneworld

## Destinations
La Malaysia Airlines est présente sur le plan international, car elle dessert les villes suivantes :
- Adélaïde
- Brisbane
- Melbourne-Tullamarine
- Perth
- Sydney-K. Smith
- Dacca-Shah Jalal
- Bandar Seri Begawan
- Phnom Penh
- Pékin-Daxing
- Canton-Baiyun
- Hong Kong
- Shanghai-Pudong
- Tianjin Binhai
- Xiamen-Gaoqi
- Paris-Charles de Gaulle
- Bangalore-Kempegowda
- Madras (Chennai)
- Delhi-Indira Gandhi
- Hyderabad-R. Gandhi
- Cochin
- Bombay-Chhatrapati-Shivaji
- Balikpapan-Sultan-A.-M.-Sulaiman
- Denpasar-Bali
- Djakarta-S.-Hatta
- Kertajati
- Makassar-Sultan-Hasanuddin
- Medan-Kualanamu
- Pekanbaru (Simpang Tiga)
- Surabaya-Juanda
- Solo-Adisumarmo
- Osaka-Kansai
- Tokyo-Narita
- Alor Setar-Sultan A. Halim
- Bintulu
- Nakashibetsu (en)
- Kota Bharu
- Kota Kinabalu
- Kuala Lumpur (Hub)
- Kuala Terengganu
- Kuantan-Sultan Haji Ahmad Shah
- Kolhapur
- Labuan
- Langkawi
- Miri
- Penang
- Sandakan
- Sibu
- Tawau
- Rangoun (Yangon)
- Katmandou-Tribhuvan
- Auckland
- Manille-N. Aquino
- Doha-Hamad
- Djeddah - Roi-Abdelaziz
- Médine-Prince M. Bin Abdulaziz
- Singapour-Changi
- Séoul-Incheon
- Colombo-Bandaranaike
- Taïwan-Taoyuan
- Bangkok-Suvarnabhumi
- Phuket
- Londres-Heathrow
- Hanoï-Nội Bài
- Hô Chi Minh Ville (Tân Sơn Nhất)

## Flotte

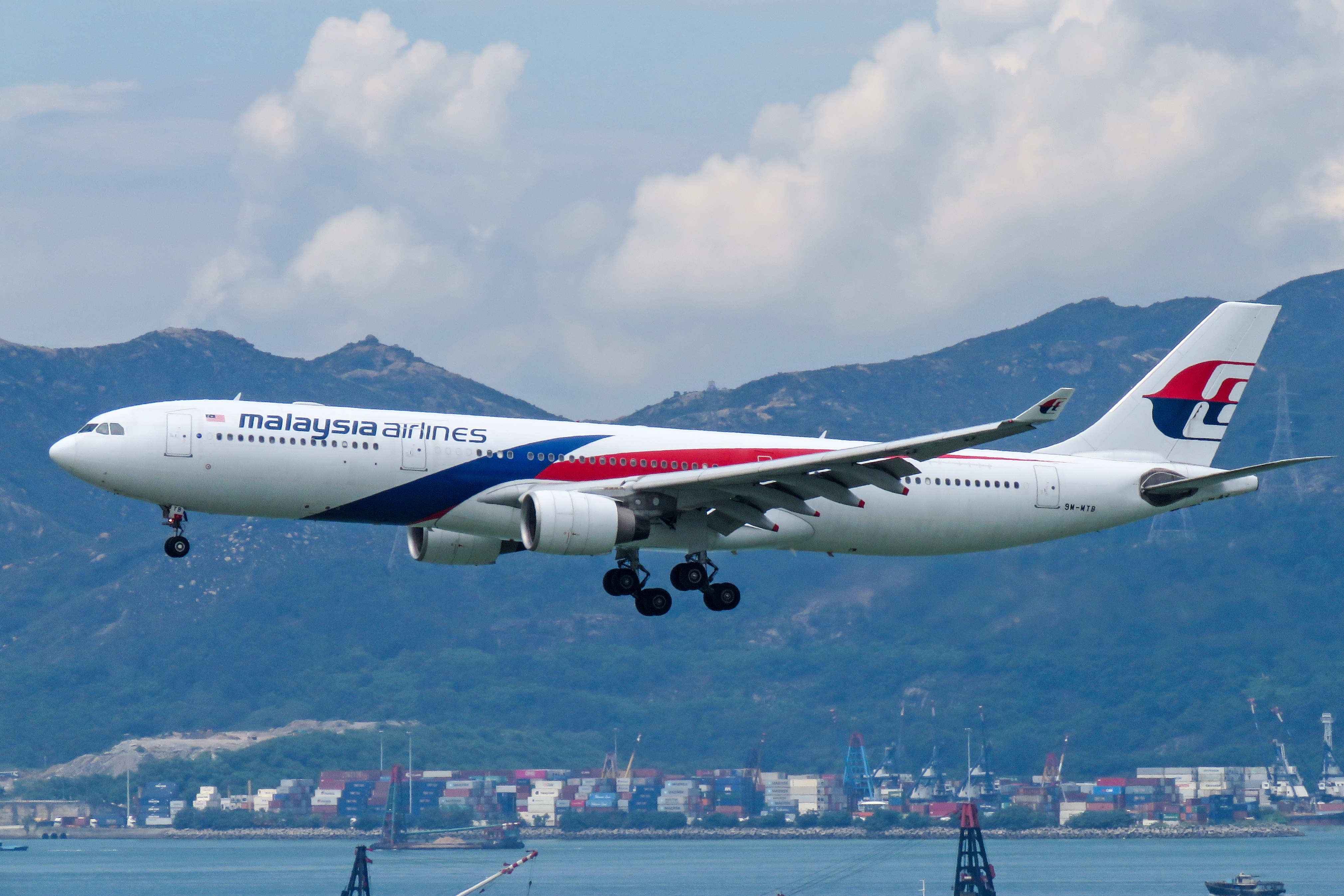
Airbus A330-300 de Malaysia Airlines

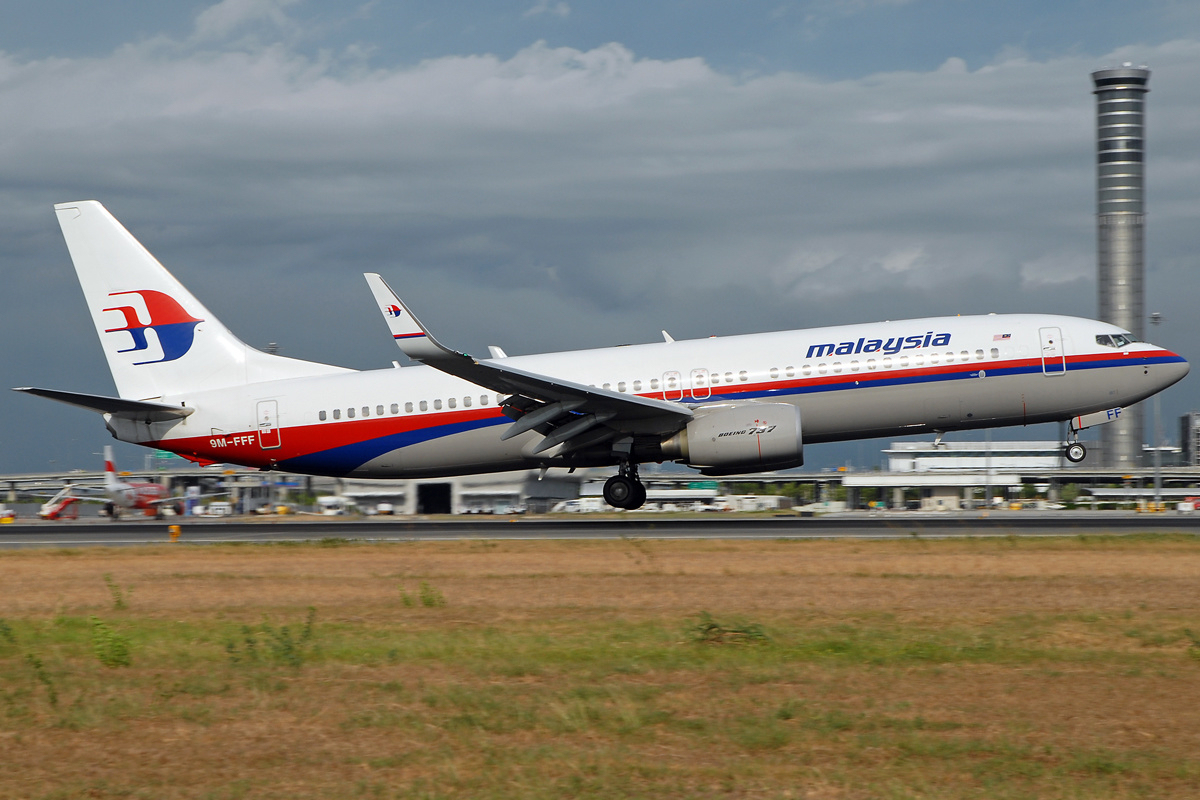
Boeing 737-800 de Malaysia Airlines

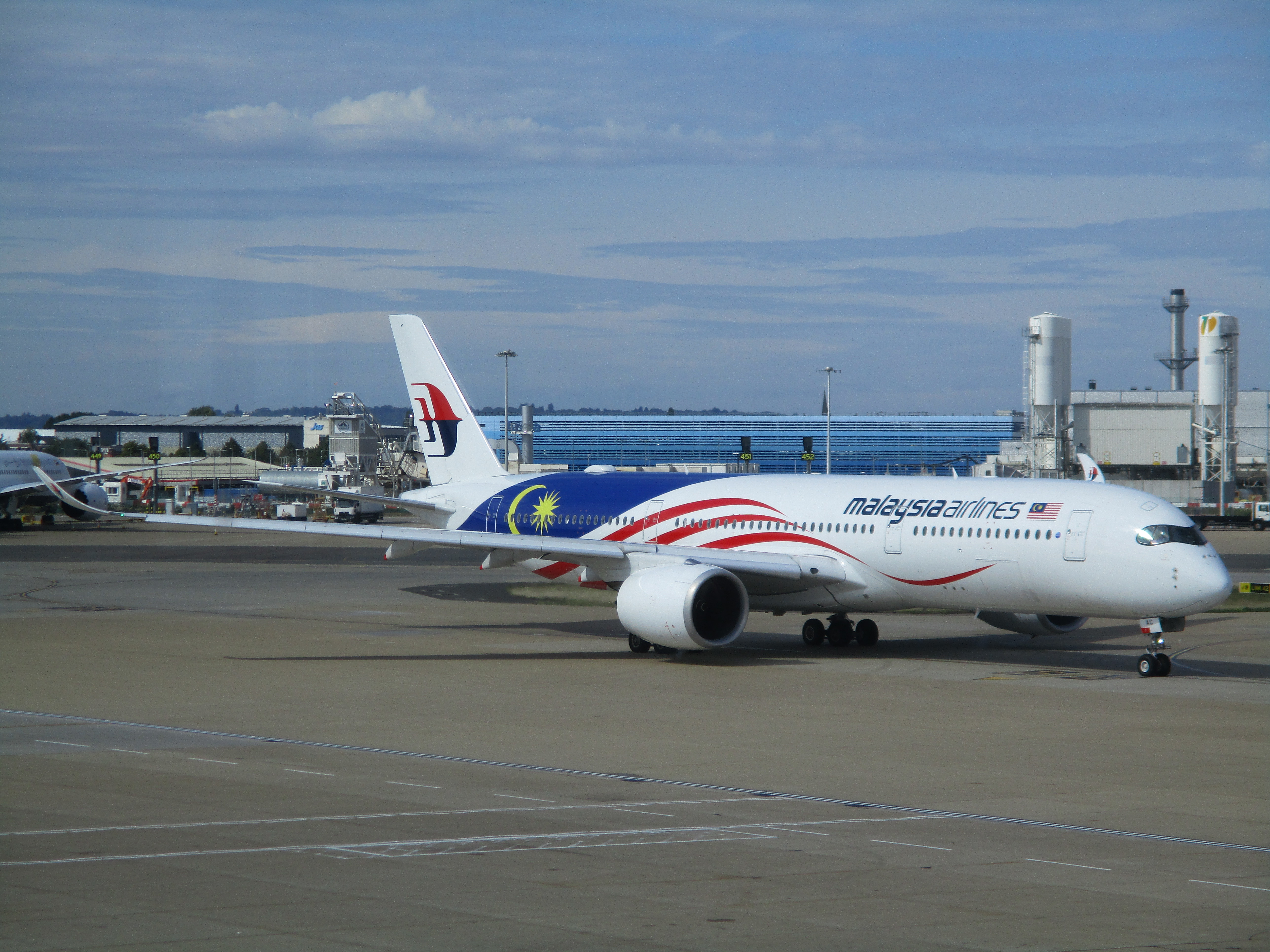
Airbus A350-941 (9M-MAC) de Malaysia Airlines, à l'aéroport de Londres Heathrow

En avril 2025, les appareils suivants sont en service au sein de la flotte de Malaysian Airlines (hors filiales),:
En décembre 2012, Malaysia Airlines a commandé 36 ATR 72-600, destinés à ses filiales Firefly et MASwings. Les premières livraisons ont lieu en juillet 2013.
En septembre 2015, Malaysia Airlines annonce qu'elle louera 4 Airbus A350-900XWB auprès d'Air Lease Corporation. Les 4 A350-900XWB de Malaysia Airlines seront livrés entre le quatrième trimestre 2017 et le second trimestre 2018[réf. nécessaire].

## Prix
Malaysia Airlines est considérée comme une des meilleures compagnies aériennes du monde, son personnel navigant commercial a été élu meilleur du monde ainsi que le meilleur d'Asie du Sud-Est en 2009, selon Skytrax. Elle est classée 5 étoiles Skytrax. De plus, elle a été élue meilleure compagnie aérienne asiatique à la cérémonie des World Travel Awards en 2009.

## Galerie

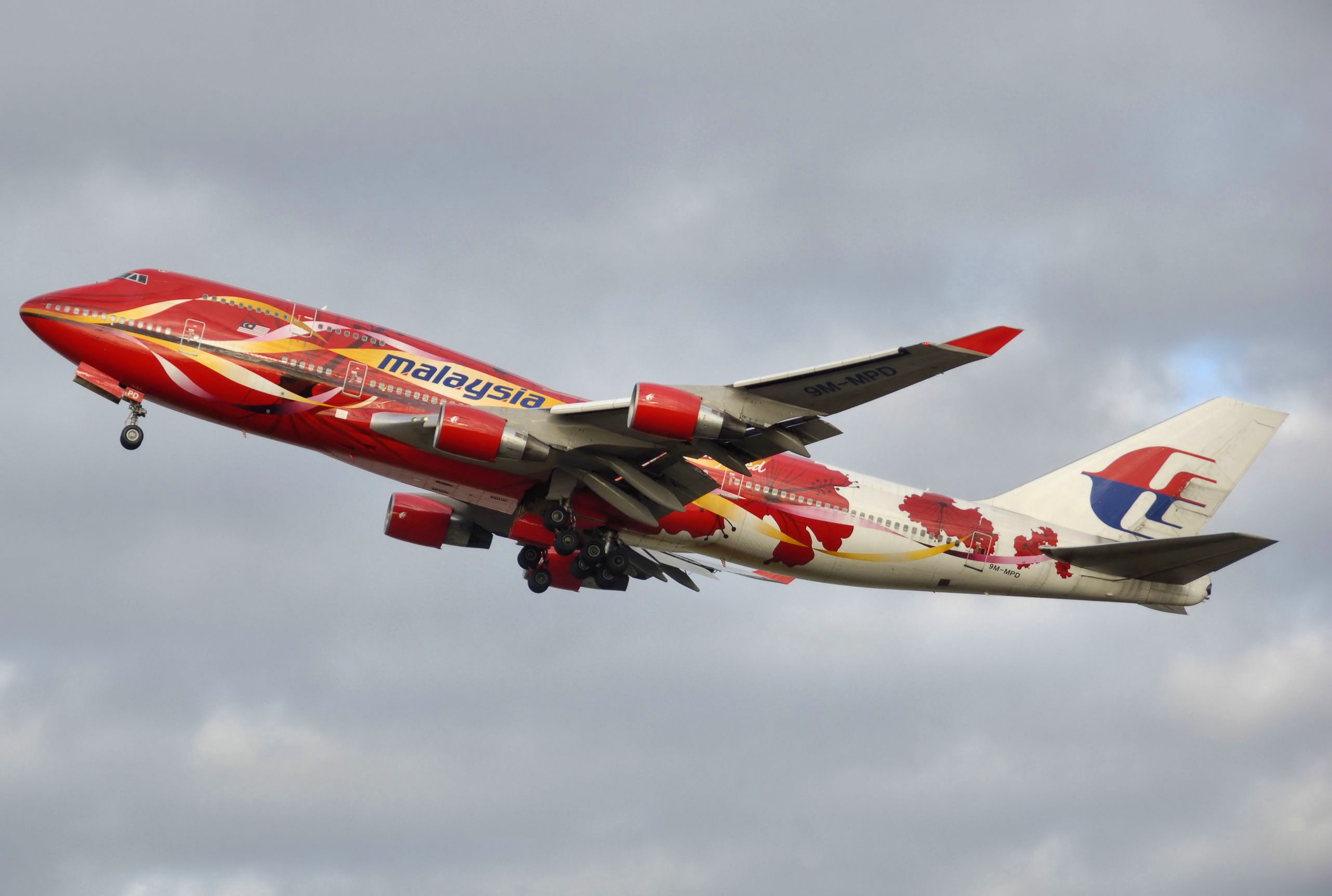
Boeing 747-400
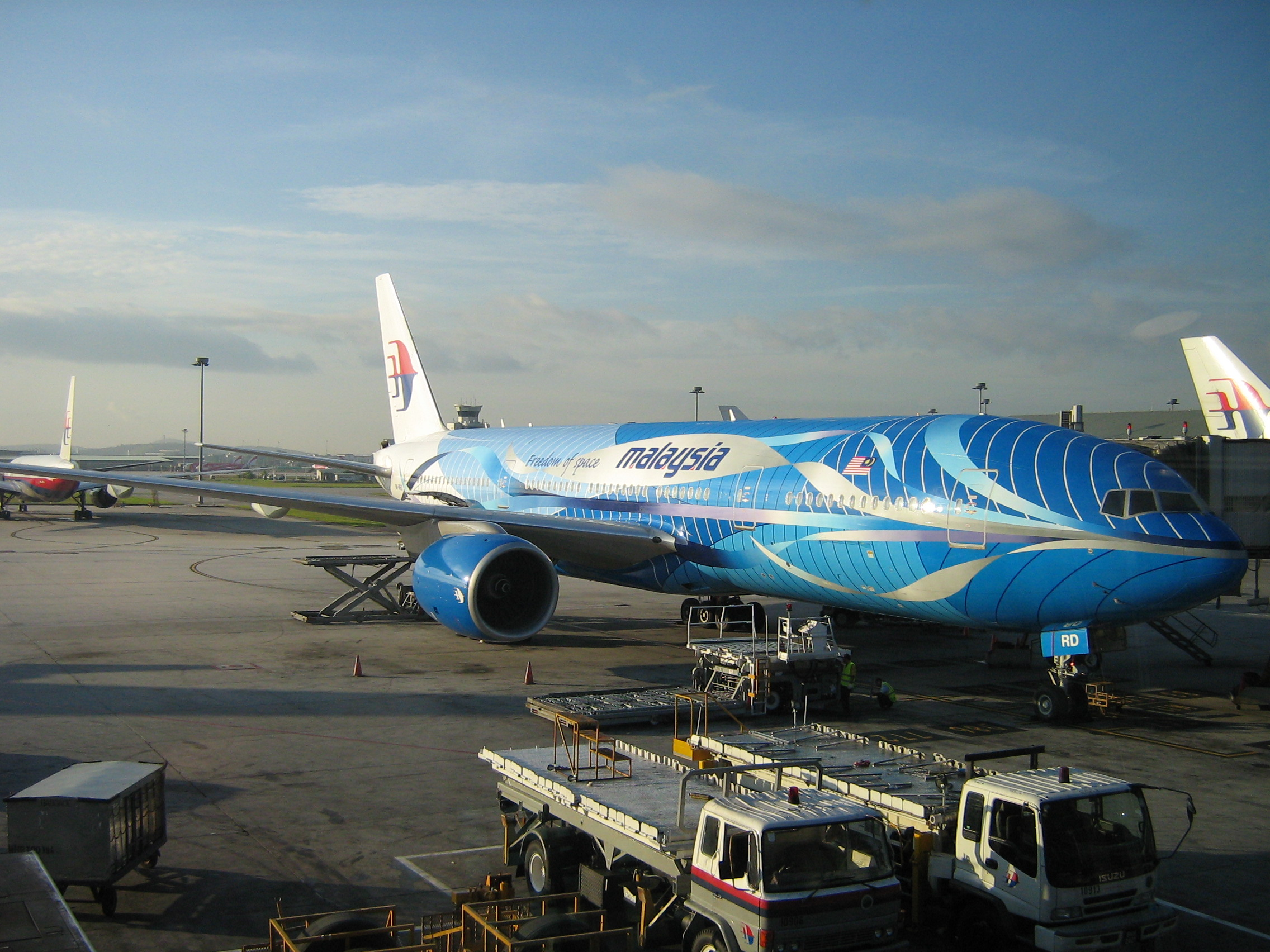
Boeing 777-200
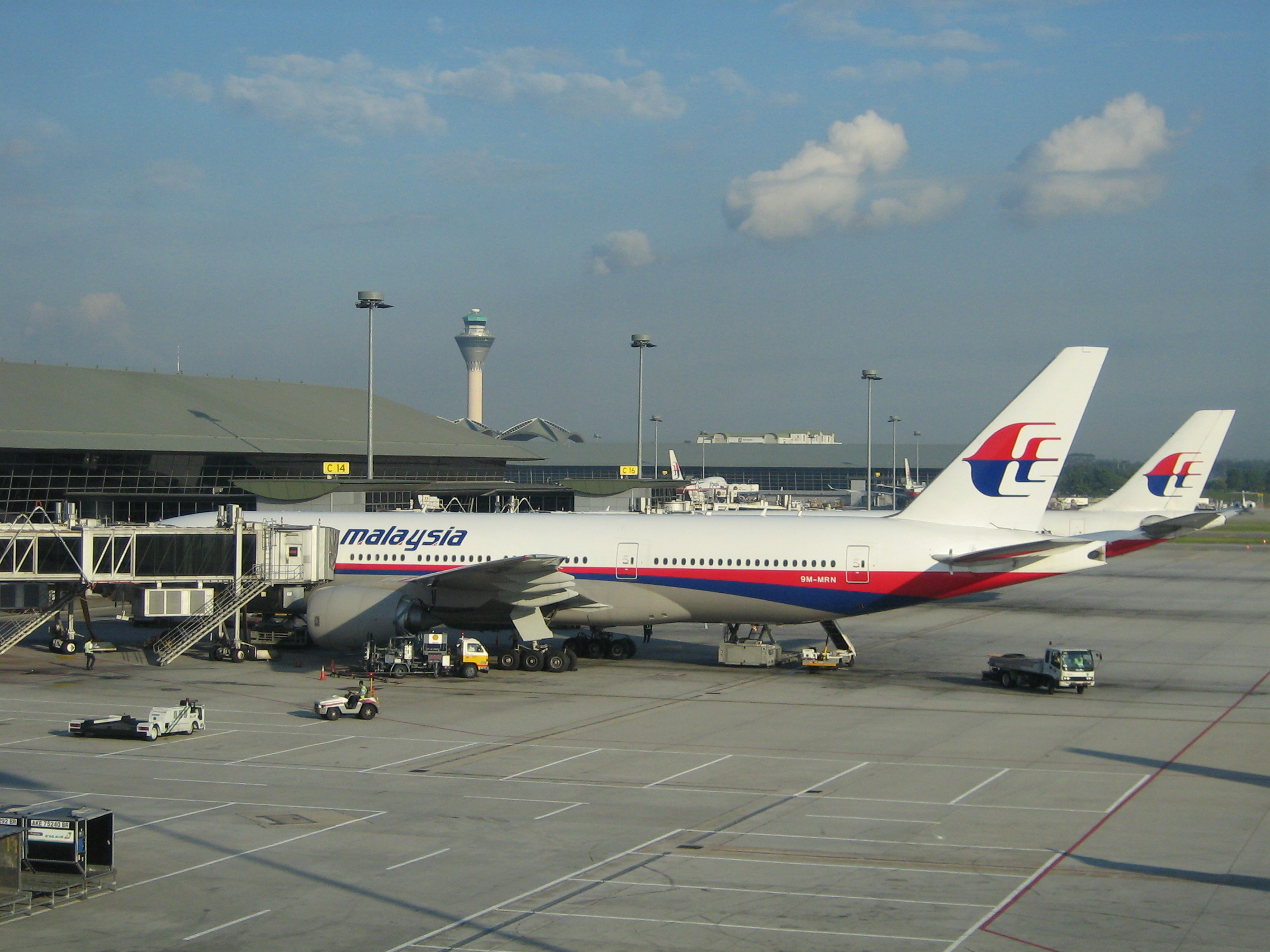
Boeing 777-200
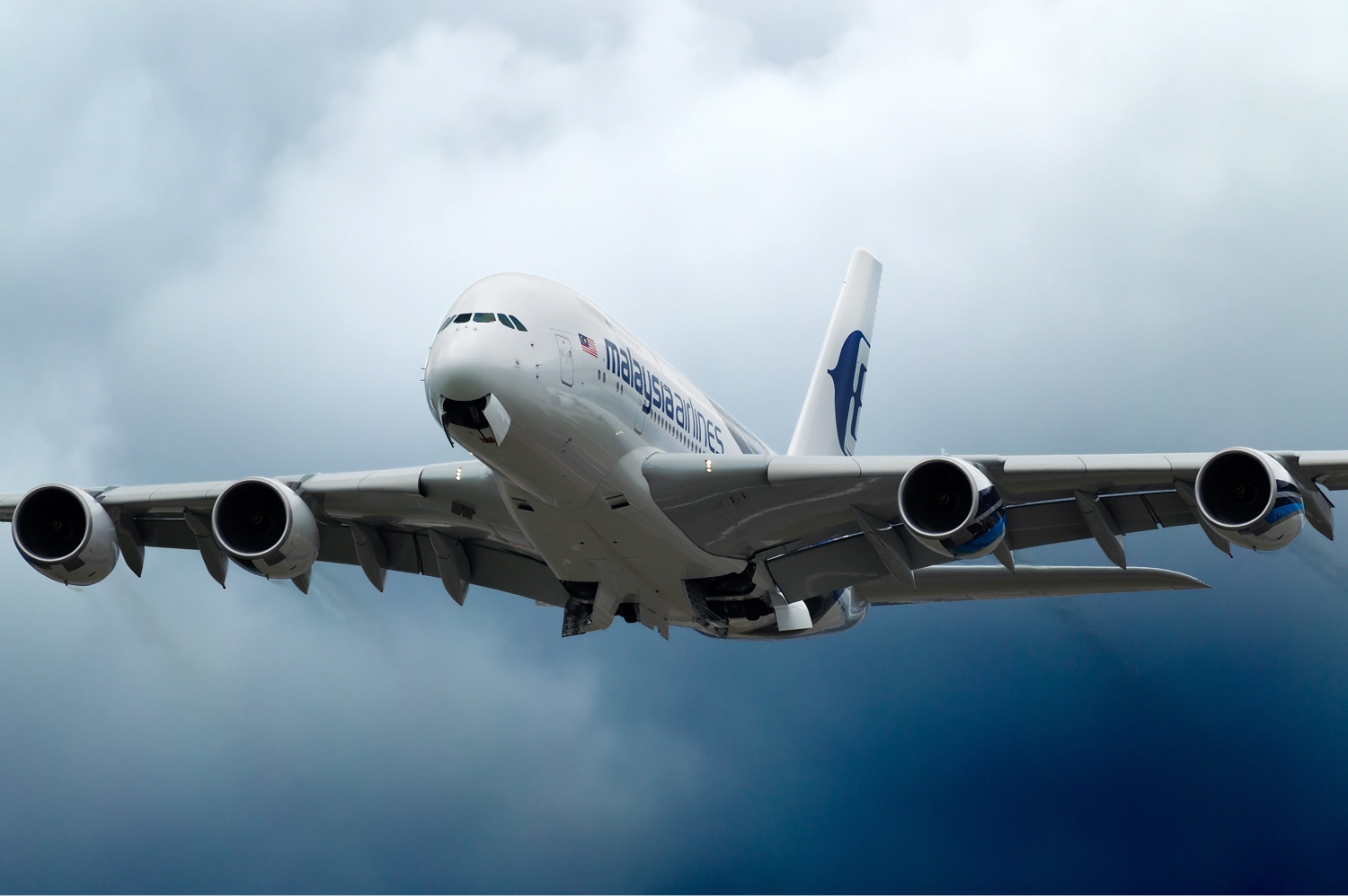
Airbus A380

## Accidents et incidents
Le 8 mars 2014, un Boeing 777-200 assurant le vol MH370 entre Kuala Lumpur et Pékin, est porté disparu en mer de Chine. Il avait décollé de Kuala Lumpur à 00 h 41 avec 239 personnes à bord et devait atterrir à l'aéroport International de Pékin à 6 h 30 heure locale de Beijing.
Depuis le 29 juillet 2015, des débris ont été trouvés sur l'Île de la Réunion et ceux-ci sont expédiés à Toulouse pour analyse.
Le 17 juillet 2014, un Boeing 777-200ER assurant le vol MH17 reliant Amsterdam à Kuala-Lumpur est détruit en Ukraine par un missile sol-air, faisant 298 victimes (283 passagers et 15 membres d'équipage). C'est la deuxième catastrophe meurtrière de l'année et le pire accident de la compagnie avec 298 passagers à bord.

### Liste des incidents
| Dates             | Morts          | N° de vol | Appareil         | Lieu                     | Cause                                    |
| ----------------- | -------------- | --------- | ---------------- | ------------------------ | ---------------------------------------- |
| 4 décembre 1977   | 100            | MH653     | Boeing 737-200   | Tanjong Kupang, Malaisie | Détournement                             |
| 18 décembre 1983  | 0              | MH684     | Airbus A300-B4   | Subang, Indonésie        | Météo                                    |
| 15 septembre 1995 | 34             | MH2133    | Fokker F50       | Tawau, Malaisie          | Erreur de pilotage                       |
| 15 mars 2000      | 0              | MH085     | Airbus A330-300  | Kuala-Lumpur, Malaisie   | Accident de déchargement                 |
| 1er août 2005     | 0              | MH124     | Boeing 777-2H6ER | Perth, Australie         | Dysfonctionnement d'instrument           |
| 13 décembre 2013  | 0              | MH170     | Boeing 737-800   | Kuala-Lumpur, Malaisie   | Tourbillons aérodynamiques               |
| 8 mars 2014       | 239 (présumés) | MH370     | Boeing 777-200ER | Océan Indien             | Inconnue                                 |
| 17 juillet 2014   | 298            | MH17      | Boeing 777-200ER | Chakhtarsk, Ukraine      | Abattu par un missile (origine disputée) |